# Aclis ascaris
Aclis ascaris is een slakkensoort uit de familie van de Eulimidae. De wetenschappelijke naam van de soort werd in 1819 voor het eerst geldig gepubliceerd door Turton.